# Джордж Аленчеррі
Джордж Аленчеррі (англ. George Alencherry; * 19 квітня 1945, Туруті) — індійський кардинал, Верховний Архієпископ Ернакулам-Ангамалі, Глава Сиро-Малабарської католицької церкви з 25 травня 2011 року.

## Біографічні відомості
Джордж Аленчеррі народився 19 квітня 1945 року в Туруті (штат Керала), на півдні Індії. Після закінчення Папської духовної семінарії св. Йосифа в Алвей (тепер Алува, Індія), отримавши 1972 року священиче рукоположення, працював секретарем архієпископа Чанганачеррі, служив віце-парохом в катедральному соборі, був директором недільних шкіл архієпархії Чанганачеррі. Пізніше здобув докторат з богослов'я в Паризькому католицькому інституті. Повернувшись з Франції, очолював катехитичний центр архієпархії Чанганачері, займався викладацькою діяльністю. Був призначений генеральним вікарієм архієпархії Чанганачеррі.
11 листопада 1996 р. священика Джорджа Аленчеррі призначено першим єпископом новоствореної єпархії в Тукалай. 2 лютого 1997 року він отримав єпископські свячення (головним святителем був Джозеф Поватіл, архієпископ Чанганачеррі). Єпископ Аленчеррі був обраний секретарем Синоду Єпископів Сиро-Малабарської церкви і головою синодальної катехитичної комісії.
Виборчий Синод Єпископів Сиро-Малабарської церкви, який зібрався після того, як 1 квітня 2011 року помер глава цієї Церкви Верховний Архієпископ Варкей Вітайятіл, 24 травня 2011 року обрав єпископа Джорджа Аленчеррі новим Верховним Архієпископом Ернакулам-Ангамалі, Главою Сиро-Малабарської католицької церкви. 25 травня 2011 року Папа Римський Бенедикт XVI затвердив вибір Синоду. Урочиста інтронізація новообраного Верховного Архієпископа відбулася 29 травня 2011 року в Ернакулам.
Джордж Аленчеррі став першим главою Сиро-Малабарської церкви, обраним на Синоді. Попередніх предстоятелів цієї церкви призначав Папа Римський. У 2004 році Папа надав Синодові Сиро-Малабарської церкви право самостійно обирати свого главу та інших єпископів.
На кардинальській консисторії 18 лютого 2012 року Бенедикт XVI надав Дж. Аленчеррі сан кардинала-пресвітера з титулом римської церкви Сан Бернардо алле Терме.
21 квітня 2012 року кардинал Аленчеррі був призначений членом Конгрегації віровчення і Конгрегації Східних Церков.